# Суднобудівник (Севастополь)
Футбольний клуб «Суднобудівник» або просто «Суднобудівник»  — радянський футбольний клуб з міста Севастополь, АР Крим.

## Хронологія назв
- 1923—19??: «Південний металіст» (Севастополь)
- 19??—1936: «Морський завод ім. С. Орджонікідзе» (Севастополь)
- 1937—19??: «Суднобудівник» (Севастополь)

## Історія
Футбольний клуб «Південний металіст» створений 1923 року в Севастополі та представляв Морський завод імені С. Орджонікідзе Севастополь. У 1936—1938 роках виступав у кубку СРСР. У 1937 році клуб змінив назву на «Суднобудівник» (Севастополь). Також виступав у чемпіонатах та кубках РРФСР. У 1947 році «Суднобудівник» виграв чемпіонат Криму. У 1949 році клуб дебютував у Першій лізі СРСР, але потім виступав лише в регіональних футбольних змаганнях.